# Dubrava (Zagreb)
Dubrava je gradsko naselje koji se nalazi na krajnjem istočnom dijelu Zagreba. Smješteno je istočno od Maksimirske šume, a zapadno od Sesveta.
Kroz Dubravu prolazi istoimena avenija.
Po ustrojstvu grada Zagreba iz 1999. dijeli se na Gornju Dubravu i Donju Dubravu.
Poštanski broj je 10040.

## Ime
Naselje Dubrava nastaje na prostoru njegova današnjeg šireg središnjeg dijela (sjeverno i južno od ulice Dubrava) koji je bio nenastanjen i obrastao šumom. Teorija o imenu naselja nalaže da se ono stoga nazvalo prema arhaičnome nazivu za hrast – »dub«.[nedostaje izvor]

## Zemljopis
Donja Dubrava nalazi se na krajnjem istočnom dijelu grada Zagreba, na dodiru s područjem naselja Sesvete. Na sjeveru je ulica Dubrava dijeli od Gornje Dubrave, a na jugu Slavonska avenija od Peščenice – Žitnjak, s kojom graniči i na jugozapadu. Na zapadu graniči s područjem Maksimira.
Za razliku od Gornje Dubrave, Donja je gotovo u potpunosti ravničarska i nizinska. Znatan je udio neizgrađenih područja i šuma, pogotovo na južnom dijelu Čulinečke ceste i oko Retkovčine. Na istoku četvrt omeđuje potok Trnava, a na zapadu je nadsvođeni Štefanovec. Jugoistočni dio uglavnom je prazan, dok je sjeverni, između Branimirove i Avenije, gusto izgrađena cjelina.
Gornja Dubrava obuhvaća sjeveroistočni dio grada Zagreba i dio naselja gradskog karaktera Sesvete (nekadašnje samostalno naselje Dubec). Smještena je između Donje Dubrave na jugu, Maksimira na zapadu, Podsljemena na sjeverozapadu te Sesveta na sjeveroistoku i istoku.
Većim dijelom površine Gornje Dubrave dominiraju pobrđa i obronci Medvednice, a granica između ravnijeg južnog dijela i brdovitijeg sjevernog čine potok Trnava i Oporovečka cesta. Južni dio ujedno je gušće izgrađen i naseljen te čini jezgru Dubrave, dok sjeverna podsljemenska naselja i istočni dio (Dubec) čine periferiju četvrti.

### Površina
- Donja Dubrava – 1 082,3 ha (10,823 km2)
- Gornja Dubrava – 4 027,7 ha (40,277 km2)

S ukupnom površinom od 51,1 km2 (Donja i Gornja Dubrava), Dubrava je peti po površini zagrebački kvart (poslije Sesveta, Brezovice, Novog Zagreba i Podsljemena).

## Povijest
Na mjestu današnjeg Šćitarjeva, koje se nalazi s druge strane Save, 6-7 km od Dubrave, već je u rimsko doba postojalo naselje, Andautonija.
Grad je bio samoupravna gradska jedinica, municipij. Poznati hrvatski državnik i arheolog Ivan Kukuljević Sakcinski je za vrijeme prvih arheoloških iskapanja u Zagrebu 1873. godine naišao na ostatke Andautonije. Tu su nađeni i ostaci tumula, te brončano poprsje mladića iz 3. stoljeća. Pri izgradnji remize u Dubravi nađeni su i ostaci stare rimske ceste, a na mjestu auto-kuće Baotić iskopan je grob iz ranog razdoblja Carstva.
U 7. stoljeću Andautonija propada dolaskom Slavena i kasnije Hrvata.
Do 13. st. Dubrava spada pod vlast Gradeca, a tada se počinju spominjati neka današnja naselja.
Dana 13. listopada 1940. u Dubravi je održana Peta zemaljska konferencija KPJ.
Dana 20. prosinca 1943. u Zapadnoj Dubravi ustaše su javno objesile skupinu šesnaestorice antifašista, taj događaj poznat je pod nazivom Prosinačke žrtve 20. prosinca 1943.

## Stanovništvo
Prema popisu stanovništva iz 2021. godine u Donjoj Dubravi živi 33 537 stanovnika, a u Gornjoj Dubravi 58 255 stanovnika. Cijela Dubrava stoga ima ukupno 91 792 stanovnika i time predstavlja treći najmnogoljudniji zagrebački kvart poslije Trešnjevke i Novog Zagreba.

## Kvartovi
Dubrava se dijeli na više manjih teritorijalnih cjelina, odnosno kvartova, a svaki ima mjesnu zajednicu.
Gornju Dubravu čine Gornja Dubrava, Klaka, Studentski grad, Trnovčica, Poljanice, Dubec, Miroševec, Dankovec, Degidovec, Čučerje, Granešina, Oporovec, Jalševec, Branovec i Novoselec.
Donja Dubrava dijeli se na Retkovec, Čulinec, Donju Dubravu, Trnavu i Resnički gaj.
Uže područje Dubrave čine Trnava, Gornja i Donja Dubrava, Klaka, Studentski grad, Poljanice, Retkovec i Čulinec, ostali se kvartovi, pogotovo podsljemenski Čučerje, Miroševec i sl., manje podrazumijevaju pod imenom Dubrava.

## Kultura
- Narodno sveučilište Dubrava
- Dječje kazalište Dubrava

## Vanjske poveznice
- Službene stranice Grada Zagreba, Gornja Dubrava
- Službene stranice Grada Zagreba, Donja Dubrava
- Dubrava.hr - službene stranice